# Állami díjas szocialista brigádok
1965 és 1988 között 47 szocialista brigád – 1985-ig összesen 379 brigádtag – kapta meg a Magyar Népköztársaság Állami Díját.
Az állami díjas szocialista brigádok történetének és az egyes brigádtagok életútjának kutatása mind a korabeli szociográfiákban, mind a későbbi – a rendszerváltástól napjainkig terjedő időszak – megéléstörténettel foglalkozó tanulmányaiban fontos szerephez jut, mivel az aktív időszakukat az 1957 és 1989 közötti időszakban eltöltő emberek életútjáról kevés forrás áll rendelkezésünkre.

## A díjazott brigádok
| év    | I. fokozat     | II. fokozat    | III. fokozat   | összesen |
| ----- | -------------- | -------------- | -------------- | -------- |
| 1965  | 0              | 0              | 1              | 1        |
| 1966  | 0              | 0              | 0              | 0        |
| 1970  | 0              | 0              | 1              | 1        |
| 1973  | 1              | 2              | 2              | 5        |
| 1975  | 2              | 8              | 2              | 12       |
| 1978  | fokozat nélkül | fokozat nélkül | fokozat nélkül | 12       |
| 1980  | fokozat nélkül | fokozat nélkül | fokozat nélkül | 7        |
| 1983  | fokozat nélkül | fokozat nélkül | fokozat nélkül | 5        |
| 1985  | fokozat nélkül | fokozat nélkül | fokozat nélkül | 6        |
| 1988  | fokozat nélkül | fokozat nélkül | fokozat nélkül | 3        |
| össz. | 3              | 10             | 6              | 52       |

Az első állami díjas brigád a Martfűi Tisza Cipőgyár Petőfi Sándor Szocialista Brigádja volt, jóllehet ezt megelőzően is kiosztottak kollektíváknak megosztott díjakat.

## Állami díjas szocialista brigádok listája
1. Akadémiai Nyomda Nyelvészeti Komplex Szocialista Brigádja (1975)
2. Balatonkenesei Egyetértés Termelőszövetkezet Zrínyi Ilona Szocialista Brigádja (1980)
3. Bányászati Aknamélyítő Vállalat Mecseki Körzet Zalka Máté Szocialista Brigádja (1983)
4. Borsodi Szénbányák Miskolci Üzeme Gagarin Szocialista Brigádja (1980)
5. Budapesti Harisnyagyár Felszabadulás Szocialista Brigádja (1970)
6. Budaprint Pamutnyomóipari Vállalat Szegedi Textilművek Ho Si Minh Szocialista Brigádja (1983)
7. Csepel Autógyár Fürst Sándor Szocialista Brigádja (1985)
8. Csongrád városi Síp utcai Általános Iskola tantestülete (1980)
9. Csóti Vörös Hajnal Mezőgazdasági Termelőszövetkezet Tyereskova Szocialista Brigádja (1978)
10. Délmagyarországi Áramszolgáltató Vállalat Mórahalmi Kirendeltsége Ságvári Endre Szocialista Brigádja (1975)
11. Délmagyarországi Magas- és Mélyépítő Vállalat Béke Szocialista Brigádja (1980)
12. Diósgyőri Gépgyár Kábelgyártó Gyáregysége Lenin Szocialista Brigádja (1973)
13. Dunavidéki Vendéglátó Vállalat Dunaújvárosi 13. sz. Főiskolai Konyhája November 7. Szocialista Brigádja (1978)
14. Eger–Gyöngyös Vidéki Pincegazdaság Egri Főpincészete Kossuth Szocialista Brigádja (1973)
15. Egri Dohánygyár Kossuth Zsuzsa Szocialista Brigádja (1975)
16. Fővárosi 2. sz. Építőipari Vállalat Szakipari Főüzeme Táncsics Mihály Szocialista Brigádja (1983)
17. Győri Állami Építőipari Vállalat Lenin Szocialista Brigádja (1975)
18. Gyulai Húskombinát Szamuely Tibor Szocialista Brigádja (1985)
19. Hajdúsámson-Sámsonkerti Általános Iskola nevelői (1975)
20. Hőtechnika Építő és Szigetelő Vállalat XI. Kongresszus Szocialista Brigádja (1978)
21. Kispesti Textilgyár Béke Szocialista Brigádja (1988)
22. Komárom Megyei Állami Építőipari Vállalat Szocialista Brigádja (1973)
23. Láng Gépgyár Május 1. Szocialista Brigádja (1975)
24. Magyar Gördülőcsapágy Művek Komócsin Zoltán Szocialista Brigádja (1983)
25. Magyar Néphadsereg Elektrotechnikai Javítóüzeme Mező Imre Szocialista Brigádja (1978)
26. Magyar Optikai Művek Ságvári Endre Szocialista Brigádja (1978)
27. Magyar Posztógyár Bagi Ilona Szocialista Brigádja (1973)
28. Május 1. Ruhagyár Alkotmány Szocialista Brigádja (1975)
29. Martfűi Tisza Cipőgyár Petőfi Sándor Szocialista Brigádja (1965)
30. MÁV Budapest-Ferencvárosi Körzeti Üzemfőnökség Béke MHSZ Szocialista Brigádja (1985)
31. MÁV Szentesi Építési Főnökség Dózsa Szocialista Brigádja (1978)
32. MÁV Szolnoki Járműjavító Üzem Vörös Október Szocialista Brigádja (1973)
33. MÁV Záhonyi Állomás Vörös Csillag Szocialista Brigádja (1975)
34. Minőségi Cipőgyár Május 1. Szocialista Brigádja (1985)
35. MPROLOG Team Számítástechnikai Kutatóintézet Innovációs Központ Brigádja (1988)
36. Oroszlányi Szénbányák MSZBT Szocialista Brigádja (1978)
37. Ózdi Kohászati Üzemek Vasas Centenárium Szocialista Brigádja (1978)
38. Pankotai Állami Gazdaság Május 1. Szocialista Brigádja (1975)
39. Pécsi Hőerőmű Vállalat Kandó Kálmán Szocialista Brigádja (1978)
40. Pestvidéki Gépgyár Béke Szocialista Brigádja (1980)
41. Posta Kísérleti Intézet Integrál Szocialista Brigádja (1980)
42. Salgótarjáni Kohászati Üzemek Magyar Honvédelmi Sportszövetség Szocialista Brigádja (1975)
43. Szegedi Szalámigyár és Húskombinát Vörös Csillag Szocialista Brigádja (1983)
44. Tamási Állami Gazdaság Dózsa Szocialista Brigádja (1978)
45. Vas Megyei Tejipari Vállalat Répcelaki Sajtgyára Ságvári Endre Szocialista Brigádja (1978)
46. Veszprém Megyei Állatforgalmi és Húsipari Vállalat Marx Károly Szocialista Brigádja (1975)
47. Veszprém Megyei Tejipari Vállalat Hámán Kató Szocialista Brigádja (1988)
48. Veszprémi Szénbányák Ajkai Bányaüzeme November 7. Szocialista Brigádja (1985)
49. Volán 1. sz. Vállalat Mező Imre Szocialista Brigádja (1980)
50. Volán 3. sz. Vállalat Május 1. Szocialista Brigádja (1975)
51. Zalaegerszegi Ruhagyár József Attila Szocialista Brigádja (1978)
52. Zala Megyei Állami Építőipari Vállalat Sneff József Szocialista Brigádja (1985)